# Fosse Way

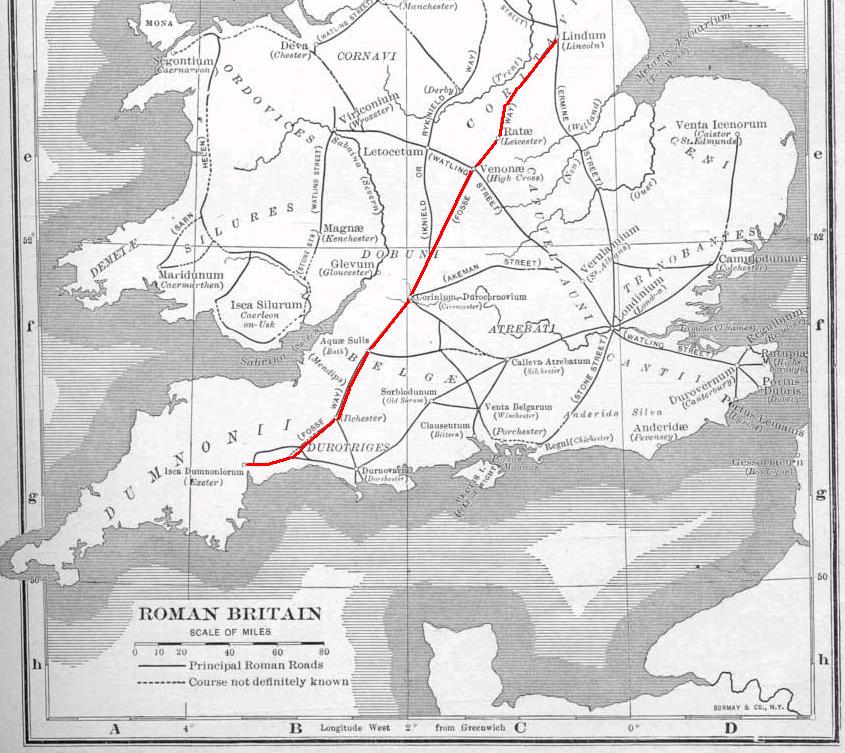
Romerska vägar i Britannia, Fosse Way i rött.

Fosse Way kallades den romerska här- och handelsväg som knöt samman  Exeter (Isca Dumnoniorum)  och Lincoln (Lindum Colonia) via Ilchester (Lindinis), Bath (Aquae Sulis), Cirencester (Corinium) och Leicester (Ratae Corieltauvorum).